# مانوئل (بازیکن فوتبال، زاده ۱۹۵۳)
مانوئل دا سیلوا کوستا (انگلیسی: Manoel; ۱۴ فوریهٔ ۱۹۵۳ – ۱۷ اکتبر ۲۰۱۵) بازیکن فوتبال اهل برزیل بود.
از باشگاه‌هایی که در آن بازی کرده‌است می‌توان به باشگاه ورزشی اینترناسیونال اشاره کرد.
وی همچنین در تیم ملی فوتبال برزیل بازی کرده‌است.